# Новий Двур-Прудніцький
Новий Двур-Прудніцький (пол. Nowy Dwór Prudnicki) — село в Польщі, у гміні Крапковиці Крапковицького повіту Опольського воєводства.
Населення — 135 осіб (2011).

## Демографія
Демографічна структура станом на 31 березня 2011 року:
|          | Загалом | Допрацездатний вік | Працездатний вік | Постпрацездатний вік |
| -------- | ------- | ------------------ | ---------------- | -------------------- |
| Чоловіки | 69      | 15                 | 46               | 8                    |
| Жінки    | 66      | 12                 | 39               | 15                   |
| Разом    | 135     | 27                 | 85               | 23                   |